# Egyházaskesző
Egyházaskesző là một thị trấn thuộc hạt Veszprém, Hungary. Thị trấn này có diện tích 20,12 km², dân số năm 2010 là 492 người, mật độ 24 người/km².